# Dresserus fuscus
Dresserus fuscus är en spindelart som beskrevs av Simon 1876. Dresserus fuscus ingår i släktet Dresserus och familjen sammetsspindlar. Inga underarter finns listade i Catalogue of Life.